# Drept electoral pe clase
Prin dreptul electoral pe clase sau pe curii (din latinescul curiae), alegătorii cu drept de vot sunt împărțiți în grupe (clase/curii). Apartenența la o clasă sau alta putea fi determinată de starea socială (de exemplu: nobilime, cler, restul populației), de locul de rezidență, de educație, de veniturile care determinau drepturile și datoriile față de stat (nivelul impozitelor, conscripția militară, datoria de a furniza anumite resurse) etc.